# 千里眼 (検索エンジン)
千里眼（せんりがん）は、早稲田大学村岡研究室の学生であった田村健人が1994年11月に立ち上げたロボット型のインターネット検索エンジンの名称。日本初のJPドメインの検索エンジンである。
初めは「Searcher in Waseda」と言う名称であったが、1995年9月ごろから名称を公募。向後達也の案である「千里眼」に決定し、1995年11月「千里眼」に改名した。早稲田大学情報学科のサーバに設置してあったが、1997年3月に株式会社アスキーのサーバに移転し、1999年3月31日にサービスを停止した。